# Asplenium hemionitis
Asplenium hemionitis is een varen uit de streepvarenfamilie (Aspleniaceae). De soort is endemisch in Macaronesië, de eilandengroep die de Canarische Eilanden, Madeira, de Azoren en de Kaapverdische Eilanden omvat.

## Naamgeving enetymologie
- Duits: Efeufarn
- Spaans: Hierba candil
- Portugees: Feto de folha de hera

De botanische naam Asplenium is afgeleid van Oudgrieks ἄσπληνον, asplēnon (= miltkruid). De soortaanduiding hemionitis is afkomstig van het Oudgriekse ἡμίονος, hēmionos (muildier), omdat verkeerdelijk werd gedacht dat de plant onvruchtbaar was.

## Kenmerken

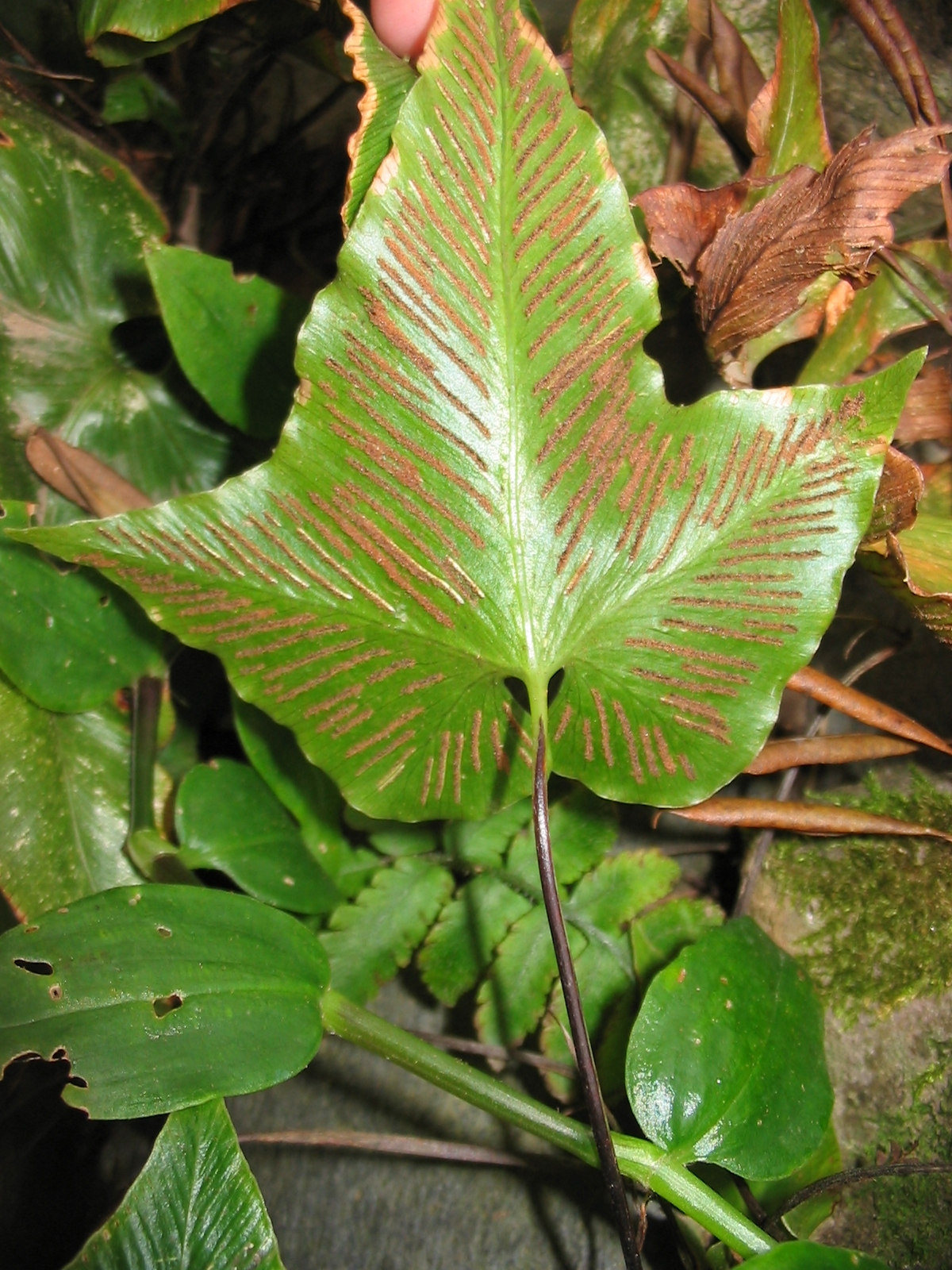
detail sporenhoopjes

Asplenium hemionitis is een middelgrote, groenblijvende varen die tot 50 cm hoog kan worden. De bladen zijn aanvankelijk lichtgroen, lederachtig en met een hartvormige bladschijf, maar worden later donkergroen en spiesvormig tot handlobbig, waarbij de middenlob steeds de grootste is. Ze kunnen tot 25 cm lang worden, met een even lange, bruinrode tot donkerbruine bladsteel. Er is geen verschil tussen de steriele en de fertiele bladen.
De streepvormige sporenhoopjes liggen op de onderzijde van het blad in een schuine hoek tussen de bladrand en de hoofdnerven van het blad. De sporen rijpen van oktober tot juni.

## Habitat
Asplenium hemionitis is een terrestrische- of gedeeltelijk epifytische varen. Hij komt vooral voor in schaduwrijke, vochtige, subtropische bossen, zoals in de altijdgroenblijvende Laurisilva of laurierbossen, en in vochtige ravijnen en spleten in rotswanden in laag- en middengebergtes (500 tot 1.600 m).

## Verspreiding en voorkomen
Asplenium hemionitis wordt beschouwd als een endemische soort voor Macaronesië, de eilandengroep die de Canarische Eilanden, Madeira, de Azoren en de Kaapverdische Eilanden omvat. Desondanks zijn er ook enkele kleine populaties te vinden in de Sierra de Mafra en de Sierra de Sintra in Estremadura aan de Portugese westkust, bij Tanger in Marokko, en in noordelijk Algerije en in Tunesië.

## Verwante en gelijkende soorten
A. hemionitis kan door zijn typische vorm met geen enkel andere varen worden verward.
... · 
A. adiantum-nigrum (Zwartsteel) · 
A. adulterinum · 
A. aethiopicum · 
A. ×alternifolium · 
A. anceps · 
A. aureum · 
A. azoricum · 
A. billotii (Lancetvormige streepvaren) · 
A. bulbiferum · 
A. ceterach (Schubvaren) · 
A. cuneifolium · 
A. filare · 
A. fissum · 
A. fontanum (Genaalde streepvaren) · 
A. foreziense (Forez-streepvaren) · 
A. hemionitis · 
A. jahandiezii · 
A. lepidum · 
A. lolegnamense · 
A. majoricum · 
A. marinum (Zeestreepvaren) · 
A. nidus (Nestvaren) · 
A. obovatum · 
A. octoploideum · 
A. onopteris · 
A. petrarchae · 
A. ruta-muraria (Muurvaren) · 
A. scolopendrium (Tongvaren) · 
A. seelosii · 
A. septentrionale (Noordse streepvaren) · 
A. trichomanes (Steenbreekvaren) · 
A. trichomanes subsp. coriaceifolium · 
A. trichomanes subsp. pachyrachis · 
A. trichomanes subsp. quadrivalens · 
A. trichomanes subsp. trichomanes · 
A. viride (Groensteel) · 
A. viviparum · 
...